# Francesc Spinelli
Francesco Spinelli (14 d'abril de 1853 - 6 de febrer de 1913) fou un sacerdot italià catòlic que va fundar les Germanes Adoradores del Santíssim Sagrament. Abans havia establert un institut religiós a Bèrgam en col·laboració amb santa Geltrude Comensoli però una ruptura entre membres va fer que Spinelli decidís marxar de la institució.
La seva causa de beatificació es va obrir el 1952 amb Pius XII, celebrant-se quatre dècades després el 21 de juny de 1992. El papa Francesc va confirmar la canonització de Spinelli, que va tenir lloc el 14 d'octubre de 2018.

## Biografia
Va néixer a Milà el 14 d'abril de 1853; fou batejat el 15 d'abril següent. Amb els seus pares i germans es va traslladar de Milà a Cremona quan encara era un nen i passava els estius a Vergo, on el 1871 es va curar d'un greu problema de columna vertebral. A la seva infància li agradava fer espectacles de titelles per a companys d'infants mentre visitava sovint pobres i malalts amb la seva mare.
La seva mare i del seu oncle sacerdot Pietro Cagliaroli el van animar en el seu camí religiós. El seu amic Luigi Maria Palazzolo també el va encoratjar cap al camí del sacerdoci que va estudiar a Bèrgam. Va ser ordenat sacerdoci a Bèrgam el 14 d'agost de 1875 i poc després va viatjar a Roma per participar al Jubileu que el papa Pius IX va convocar. També va anar a la basílica de Santa Maria Maggiore, on va passar breus estones de reflexió al pessebre de l'Infant Jesús. Això li va proporcionar la inspiració que necessitava per fundar una congregació religiosa pròpia després d'una visió en què va veure dones venerant Jesús a l'adoració eucarística. En tornar de Roma va realitzar activitats educatives en una escola nocturna en un lloc establert pel seu amic Palazzolo i també va ajudar el seu oncle sacerdot Pietro Cagliaroli amb les seves activitats parroquials.
El 15 de desembre de 1882 va cofundar les germanes sacramentines a Bèrgam amb Geltrude Comensoli que es dedicaria a l'eucaristia i a l'adoració eucarística. El primer convent es va obrir a la Via San Antonino. Es va veure obligat a abandonar-lo el 4 de març de 1889 després que fracassés a causa d'una sèrie de problemes, incloses dificultats financeres, i el bisbe va decidir interrompre la connexió de Spinelli amb l'ordre. Va arribar a Rivolta d'Adda a Cremona sense diners i va patir pel que havia passat a Bèrgam. Va ser el bisbe diocesà qui li va oferir anar a Cremona per exercir les seves funcions pastorals. El 1892 va fundar les Germanes Adoradores del Santíssim Sagrament que més tard van rebre l'aprovació diocesana del bisbe de Cremona Geremia Bonomelli el 1897.
Va morir el 1913. El decret papal d'aprovació de la seva ordre es va emetre l'11 de desembre de 1926 i posteriorment va rebre l'aprovació pontifícia completa el 27 de febrer de 1932 per part de Pius XI. La congregació que va fundar ara opera en països com Argentina i el Senegal i, a partir del 2005, tenia fins a 436 religiosos en 59 cases.
El 30 d'agost de 1958, el cardenal patriarca de Venècia, Angelo Giuseppe Roncalli, el futur papa Joan XXIII, va visitar la tomba de Spinelli i va escriure al seu diari: "Anant de Lodi i arribant a Rivolta d'Adda, vaig la casa general de les Germanes Adoradores fundada pel venerable Francesco Spinelli a la tomba del qual em vaig alegrar de pregar ". Roncalli es va referir a Spinelli com a Venerable malgrat que el reconeixement formal no havia estat atorgat al difunt sacerdot en aquell moment.

## Canonització

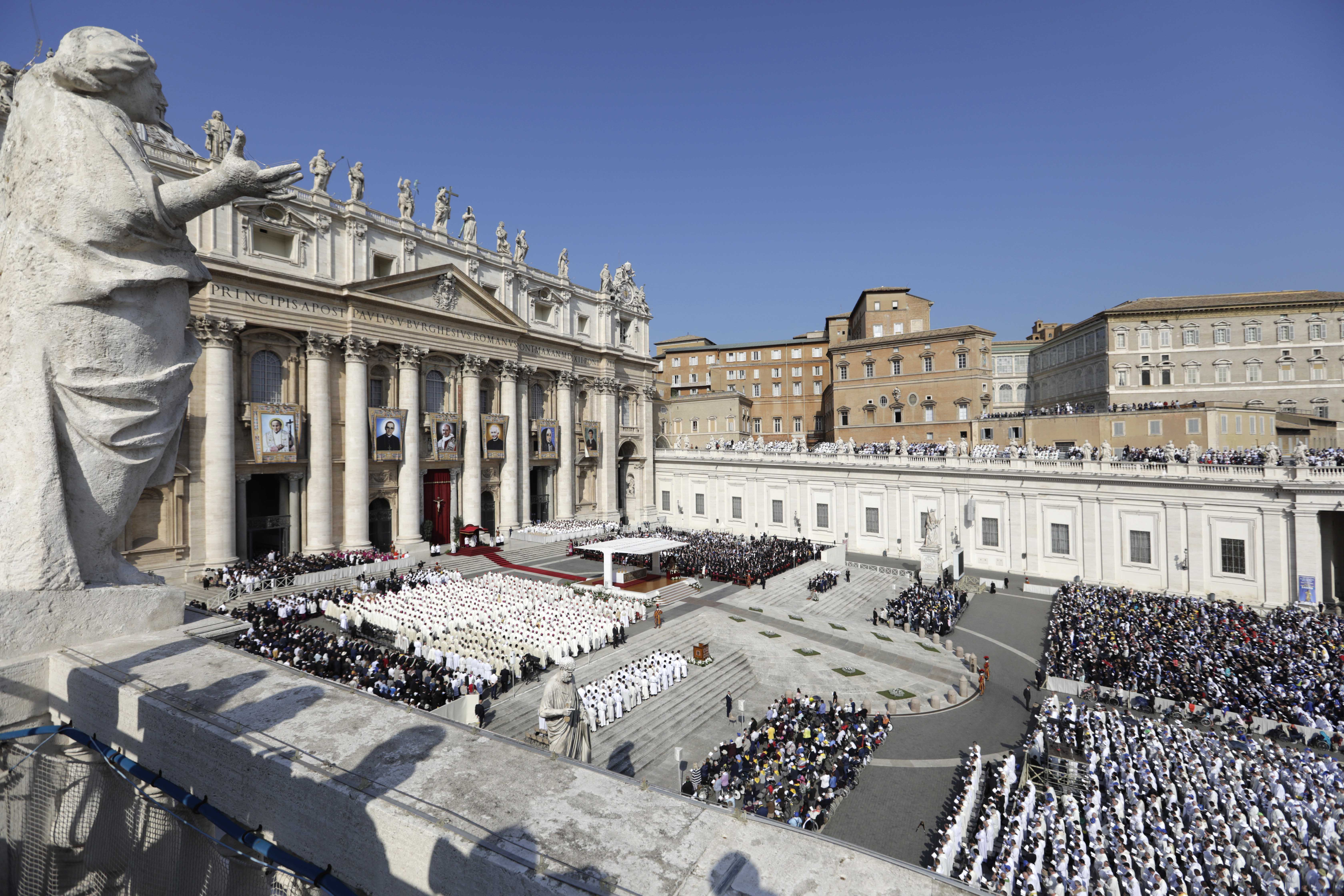
Missa de canonització de Spinelli celebrada el 2018 a la plaça de Sant Pere.

El procés de beatificació va començar a la diòcesi de Cremona. La introducció formal de la causa no va arribar fins al 25 de gener de 1952 sota el mandat del papa Pius XII, en què va ser nomenat Servent de Déu com la primera etapa oficial del procés. Posteriorment, es va celebrar un procés apostòlic des de 1953 fins a 1957, moment en què la Congregació de ritus va validar tots dos processos el 22 de juny de 1962.
La Positio es va rebre a Roma el 1998, cosa que va permetre a la Congregació per a les Causes dels Sants iniciar la seva pròpia investigació sobre la causa i el contingut del dossier. Els teòlegs van aprovar la causa el 14 d'abril de 1989, igual que els membres del Vaticà el 9 de gener de 1990. El papa Joan Pau II el va declarar Venerable el 3 de març de 1990 després de reconèixer les seves virtuts heroiques.
El miracle d'una curació sense cap explicació científica va ser provat el 9 de gener de 1992 i els teòlegs van confirmar que la curació era el resultat de la intercessió de Spinelli. El Vaticà va confirmar les conclusions el 7 d'abril de 1992. Joan Pau II va confirmar posteriorment que la curació investigada era un miracle que se li va atribuir el 2 de juny de 1992. El pontífex va beatificar Spinelli el 21 de juny de 1992 en un santuari de Caravaggio.
Calia un últim miracle confirmat perquè fos canonitzat com a sant. Va arribar un cas a la dècada de 2000 de Kinshasa, a la República Democràtica del Congo, que va ser objecte d'una investigació diocesana del 10 al 16 d'agost de 2014 i que va ser enviat a la Congregació per a les Causes dels Sants per a una avaluació posterior. Els experts mèdics van confirmar aquesta curació el 21 de setembre de 2017, igual que els teòlegs el 30 de novembre de 2017. La Congregació per les Causes dels Sants va confirmar aquest miracle el 6 de febrer de 2018; Posteriorment, el papa Francesc el va aprovar el 6 de març i Spinelli va ser canonitzat com a sant el 14 d'octubre de 2018.